# توستونيس
توستونيس (تلفظ بالإسبانية: ‎/tosˈtones/‏ ، من الفعل الاسباني tostar الذي يعني «تحميص») عبارة عن شرائح من موز الجنة مقلي مرتين، يتواجد هذا الطبق بشكل شائع في المطبخ الأمريكي اللاتيني والمطبخ الكاريبي. يعرف الطبق باسم «توستونيس» (tostones) في جمهورية الدومينيكان، وبورتوريكو، وغواتيمالا، وجامايكا، ونيكاراغوا، وكوبا، وفنزويلا، وهو معروف أيضًا باسم «تاجينوس» (tachinos) أو «جاتينوس» (chatinos) في كوبا، أو «بلاتانو فريتو» (platano frito) أو «فيردة فريتو» verde frito في جمهورية الدومينيكان، أو «تاخادس» (tajadas) في هندوراس و «بانانا بيزيس» (bananes pesées) في هايتي و «باتاكونيس» (patacones) في بنما وفنزويلا وكولومبيا وكوستاريكا وبيرو والإكوادور، وأحيانًا يسمى «باتاكون بيساو» (patacón pisao) في كولومبيا.

## طريقة التحضير
تُقشر قطع موز الجنة غير الناضجة ثم تقطع طولياً أو قطرياً أو عرضياً، ومن ثم تقلى مرتين. حيث تقلى أولاً قطع الموز النيئة لمدة دقيقة إلى دقيقتين على كل جانب حتى يصبح لونها ذهبيا، ومن ثم ترفع من زيت القلي. بعدها يتم سحقها لتصبح القطع مسطحة الشكل باستعمال أداة مُعَدة لذلك تسمى «توستونيرا» (tostonera)، أو باستعمال أي أداة مطبخية أخرى ذات سطح مستوي، كإستعمال طبقين مثلاً أو عبوة صفيح دائرية. بعدها تُقلى قطع الموز المسطحة مرة أخرى حتى يصبحها قوامها مقرمشاً وهشاً ولونها بنياً-ذهبياً.

## طريقة التقديم

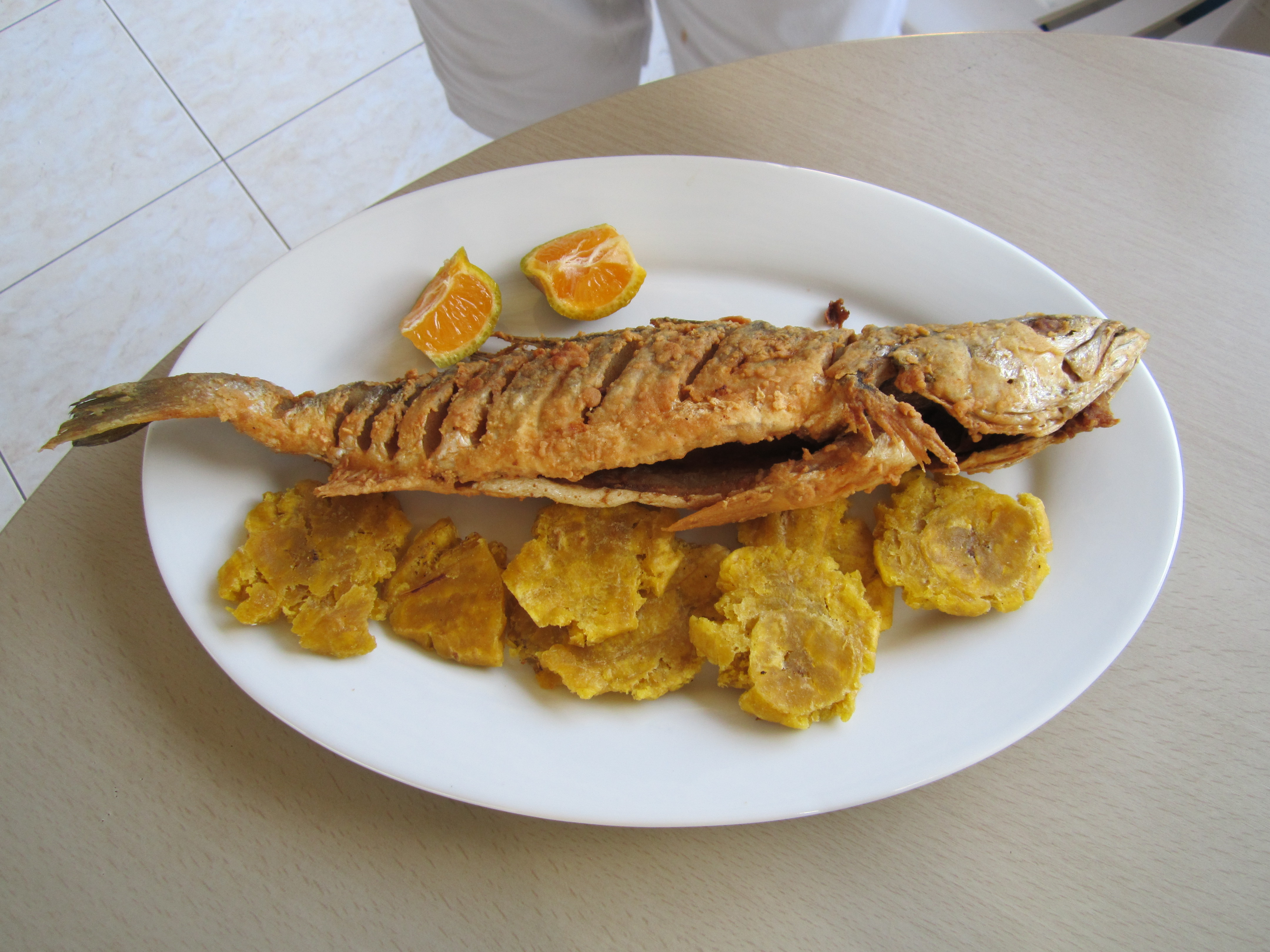
باتاكونيس يقدم مع سمك كورفينا مقلي في بنما.

تُملح قطع التوستونيس وتُأكل بطريقة مشابهة للرقائق المقلية أو البطاطا المقلية. من المعتاد في بعض المناطق غمسها في صلصلة تدعى «موخو» (mojo) (وهي عبارة عن صلصلة ثوم) أو في صلصة حارة. في كولومبيا يتم تقديمها في بعض الأحيان مع صلصلة «الهوغاو» (صلصلة مصنوعة من البصل الأخضر والطماطم)، أو تقدم مع اللحم البقري المقطع والمتبل. في كوستا ريكا، يُأكل الطبق غالباً مع تغميسة تشبه المعجون مصنوعة من الفاصوليا السوداء. في جمهورية الدومينيكان، يتم تقديم الطبق مع شرائح الليمون الحامض الطازجة لعصرها عليه وملح لرشه. في غواتيمالا على الجانب الكاريبي، يتم تقديمه كطبق جانبي مع السمك أو أي نوع من الدواجن، عادةً ما يُرش بالقليل من الملح. في بعض البلدن يقدمونه كطبق مقبلات مغطى بالجبن، أو مع سيبيتشي الجمبري أو الدجاج أو سلطة الأفوكادو. يمكن شراء التوستونيس جاهزة أيضاً من محلات السوبر ماركت. تم العثور على هذا الطبق في جميع أنواع المطبخ الكاريبي. في نيكاراغوا، عادة ما يتم تقديمه مع الجبن المقلي وفي بعض الأحيان مع الفاصوليا المقلية.
توستونيس هي أيضاً عنصر أساسي في بلدان أمريكا اللاتينية والكاريبي، بما في ذلك كوبا، وبروتو ريكو وجمهورية الدومينيكان، وبنما، والساحل الشمالي لهندوروس، وفي هايتي.
يمكن إيجاد الطبق كذلك في المطبخ الغرب أفريقي، حيث يشار إليه بـ«رقائق الموز».

## استخدامات أخرى لهذا المصطلح
في هندوراس، قد يشير مصطلح «توستون» (tostón) أيضًا إلى الـ 50 سنت من العملة المحلية اللمبيرا. هذا هو الحال كذلك في 50 سنت من البيزو في المكسيك.
في جمهورية الدومينيكان، يطلق مصطلح «توستونيس» على قطع موز الجنة المقلية مرة واحدة فقط.